# Bageri
Et bageri (bageributik eller bager) er et forretningslokale eller et virksomhedslokale, hvor der bages og sælges melbaseret bagværk, der er bagt i en ovn, eksempelvis brød, kager og tærter. De mindste detailhandelsbagerier kaldes også for bagere, når de drives af en uafhængig bager. De største grossistbagerier kaldes også for brødfabrikker eller kagefabrikker.

## Danske bagerier
Kendte danske bagerier:
- Emmerys
- Lagkagehuset
- Reinh van Hauen